# Louveciennes
Louveciennes is een gemeente in Frankrijk. Het ligt in de agglomeratie van Parijs, op 15 km ten westen van het centrum van Parijs. Louveciennes ligt aan de Seine en een deel van een eiland in de Seine hoort bij de gemeente.
Er liggen verschillende bezienswaardigheden, waaronder het Kasteel van Madame du Barry en Kasteel Lodewijk XIV. Er ligt station Louveciennes.

## Kaart
De onderstaande kaart toont de ligging van Louveciennes met de belangrijkste infrastructuur en aangrenzende gemeenten.

## Demografie
Onderstaande figuur toont het verloop van het inwonertal, bron: INSEE-tellingen. 

## Stedenband
- Meersburg
- Radlett
- Vama